# زنابير مربعة الرؤوس
زنابير مربعة الرؤوس أو الزنابير الرملية أو زنابير الرمل (الاسم العلمي Crabronidae)، فصيلة حشرات من الدبابير وتنتمي إلى رتبة غشائيات الأجنحة. كانت في السابق تنصف ضمن فصيلة زنبوريات خيطية الخصر (Sphecidae). تضم 9000 نوع ضمن 200 جنس.

## معرض صور

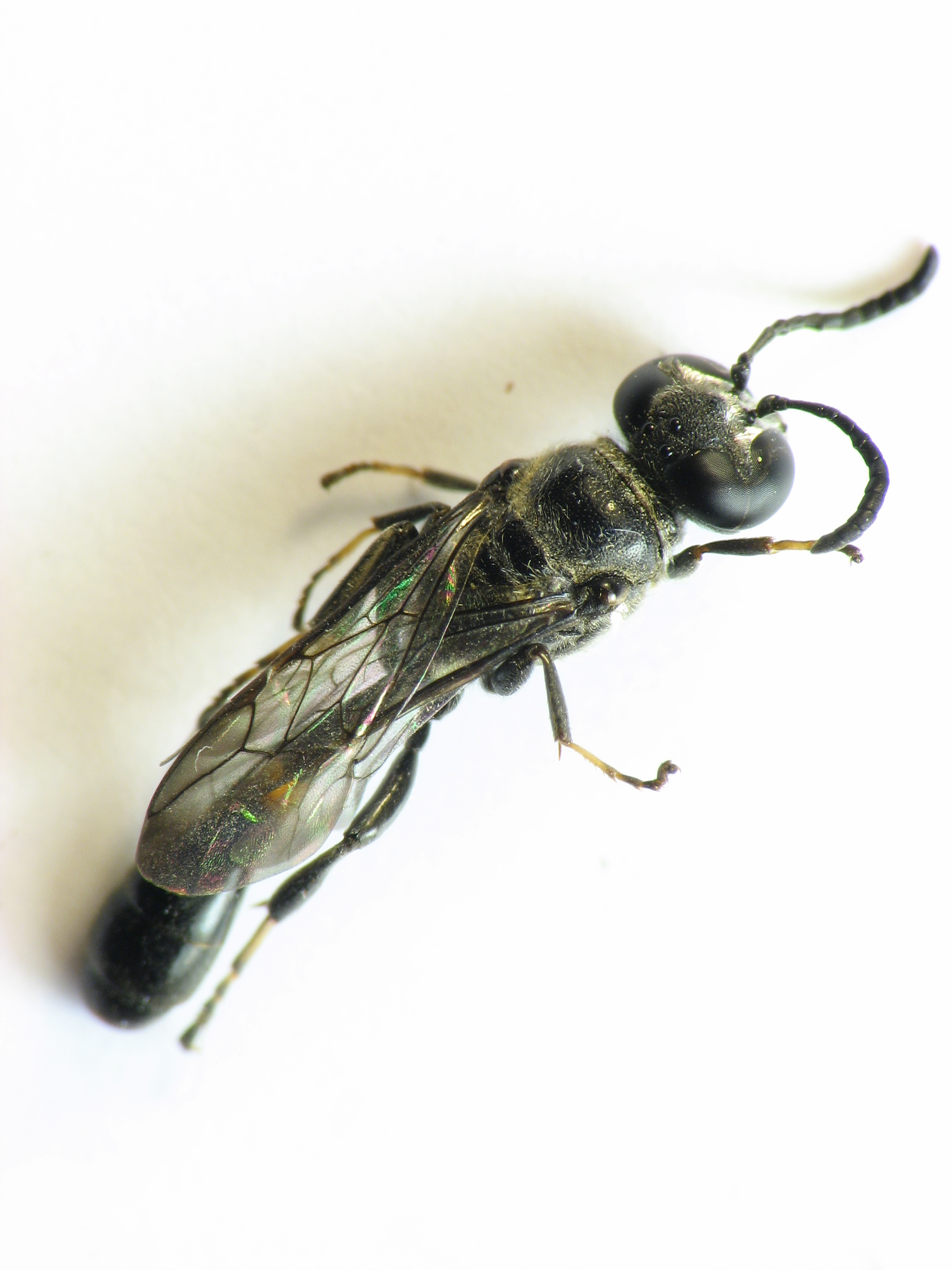
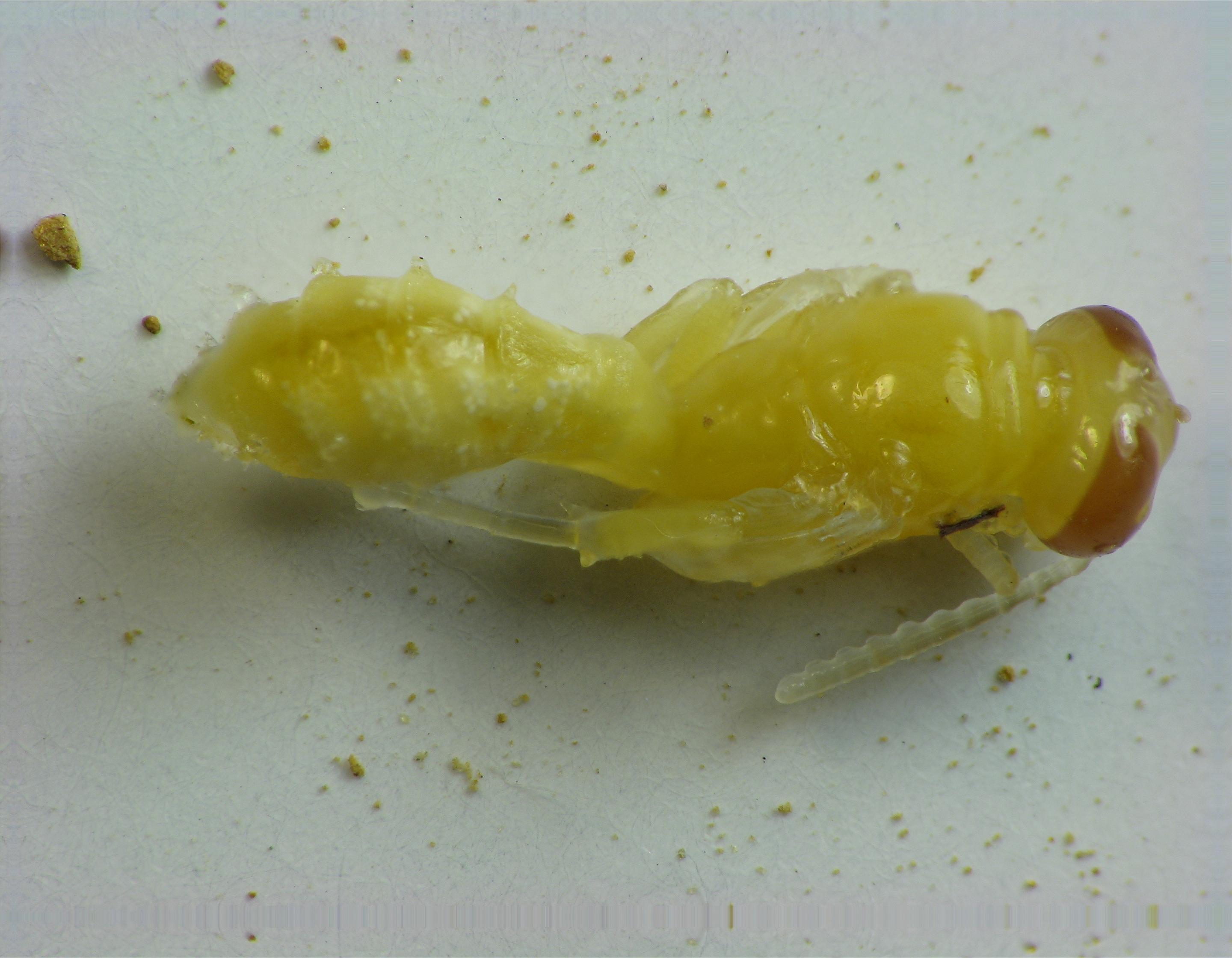
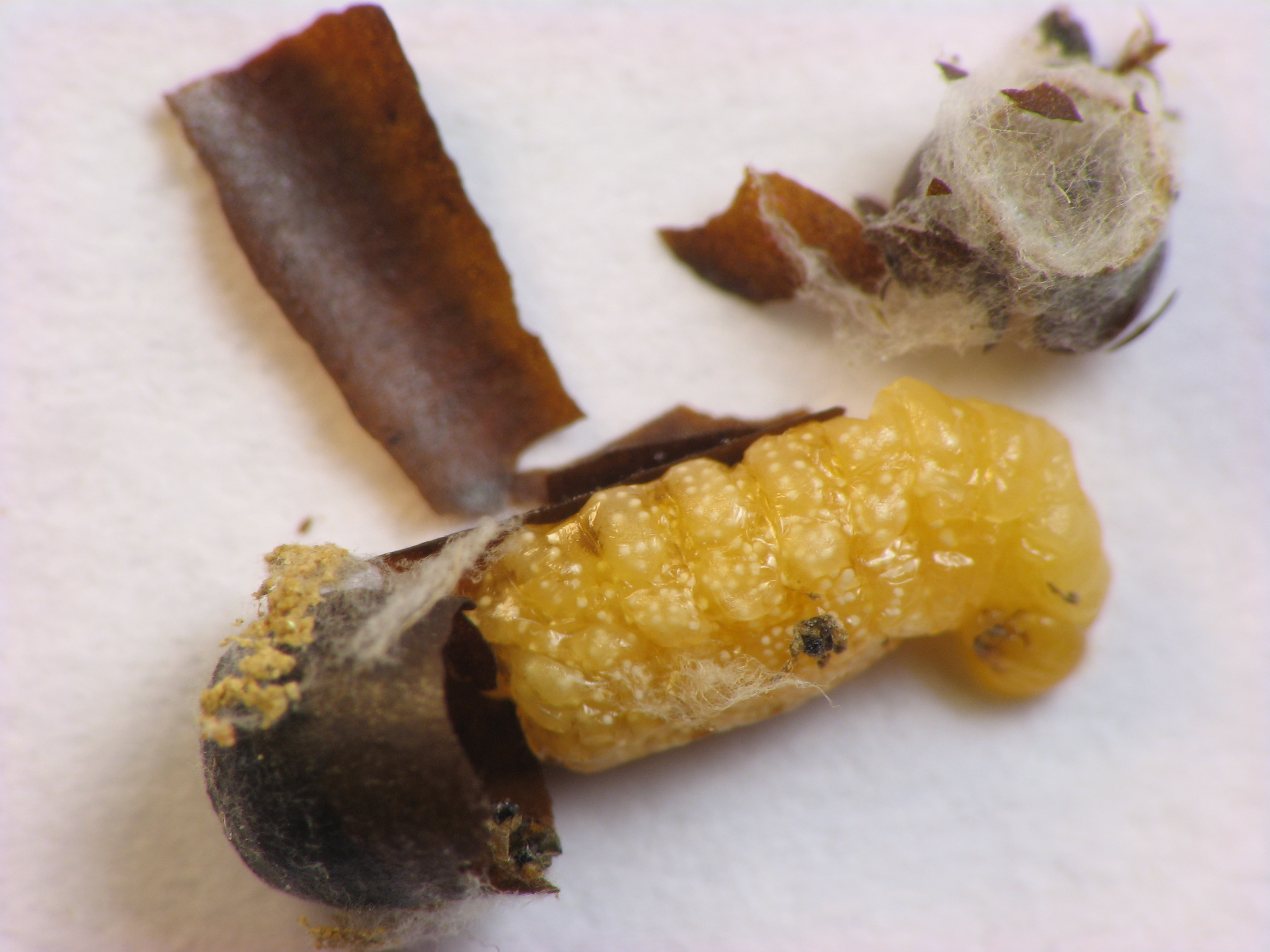

## وصلات خارجية
- Image Gallery from Gembloux
- Larra spp., mole cricket hunters on the جامعة فلوريدا / IFAS Featured Creatures Web site